# تشريح الأفلاك (كتاب)
تشريح الأفلاك، كتاب في علم الفلك للشيخ بهاء الدين محمد العاملي.

## محتويات
يحتوي الكتاب عن مقدمة وخمسة فصول وخاتمة، تحدث فيهِ المؤلف عن مبادئ علم الهيئة وموضوعاتها الأساسية. للكتاب عدد من الشروح والحواشي والتعليقات من أشهرها التصريح في شرح التشريح لابن لطف الله اللاهوري ثم الدلهوى المطبوع في الهند.

## وصلات خارجية
- كتاب تشريح الأفلاك على موقع مكتبة قطر الوطنية
- كتاب تشريح الأفلاك على موقع مكتبة قطر الوطنية
- كتاب تشريح الأفلاك على موقع مكتبة الكونغرس